# الاحتفال المؤسس للدولة

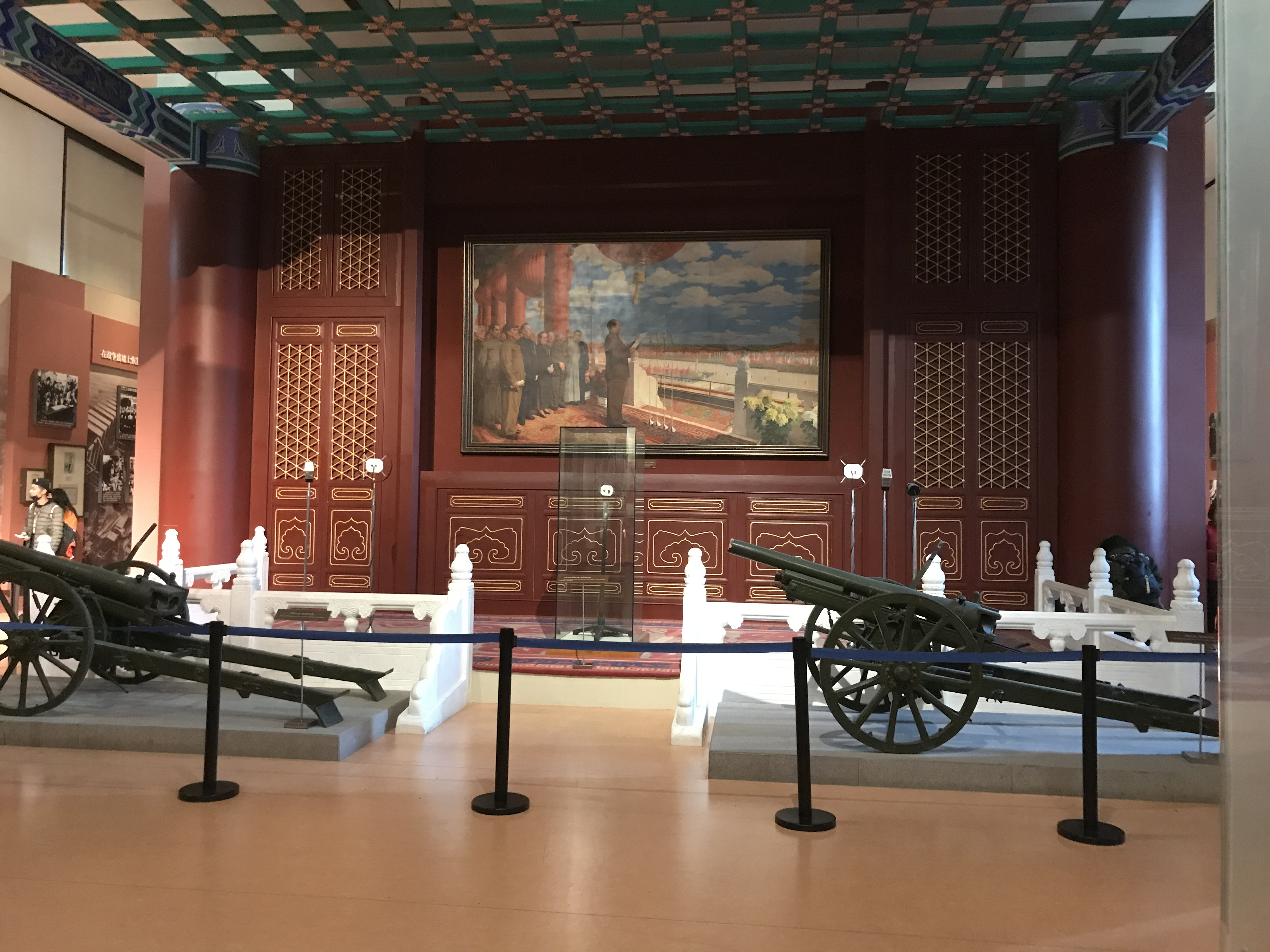

الاحتفال المؤسس للدولة (بالصينية: 开国大典) هي لوحة زيتية رسمها الفنان الصيني دونج كسوين عام 1953. تصور اللوحة القائد الصيني ماو تسي تونغ ومسئولين شيوعيين آخرين خلال إعلان قيام جمهورية الصين الشعبية في ميدان تيانامين في الأول من أكتوبر عام 1949. تُعد هذة اللوحة مثالاً بارزاً للواقعية الاشتراكية وواحدة من أكثر الأعمال الفنية احتفالا في الفن الصيني الحكومي. تمت مراجعة اللوحة مرة بعد مرة كما تم صنع النسخة المطابقة لتلائم تغيرات أكثر حيث تصور اللوحة القادة الذين سقطوا من السلطة وتم رد اعتبارهم لاحقاً.
الاحتفال المؤسس للدولة
نسخة 1967
الفنان :دونج كسوين
العام :1953وتمت مراجعتها عام1954و 1967
النوع : لوحة زيتية علي القماش
الأبعاد : 229سم /400سم
المكان : المتحف القومي بالصين ، بكين
الصينية التقليدية
استنساخ
وكالة تشجيع الاستثمارات
بعدما حكم الشيوعيون الصين حالوا احياء ذكري انجازاتهم من خلال الأعمال الفنية .
كان دونج مكلفا بانشاء صورة مرئية للاحتفال الذي حضره في الأول من أكتوبر . كما اعتبر هذة اللوحة مهمة حيث تُظهر الشعب وقائدة معاً.
وبعد العمل عليها لثلاثة أشهر أكمل اللوحة الزيتية بأسلوب الفنون الشعبية مسنداً تاريخ الفن الصينى إلي الأهداف المعاصرة .
كان نجاح هذه اللوحة مؤكداً حينما عاينها ماو وأبدي استحسانه وتم إعادة رسمها بأعداد كبيرة للعرض في المنزل . نتج عن إزالة دونج من الحكومة عام1954أمر دونج بازالتة من اللوحة .
ولم يكن رحيل جاوجان هو الأخير فقد أُجبر دونج علي إزالة ليو شاوك من اللوحة عام 1967.
اسمرت رياح القدر السياسى للتغير أثناء الثورة الثقافية وتم إعادة رسم اللوحة بواسطة فنانين آخريين عام 1972لتلائم شطب آخر .
كما تم تعديل النسخة المطابقة عام 1979 لتشمل الأفراد المشطوبين الذين تم رد اعتبارهم مرة أخري . وتتواجد كلتا اللوحتان في المتحف الوطنى الصينى ببكين